# 피라밍크스 듀오

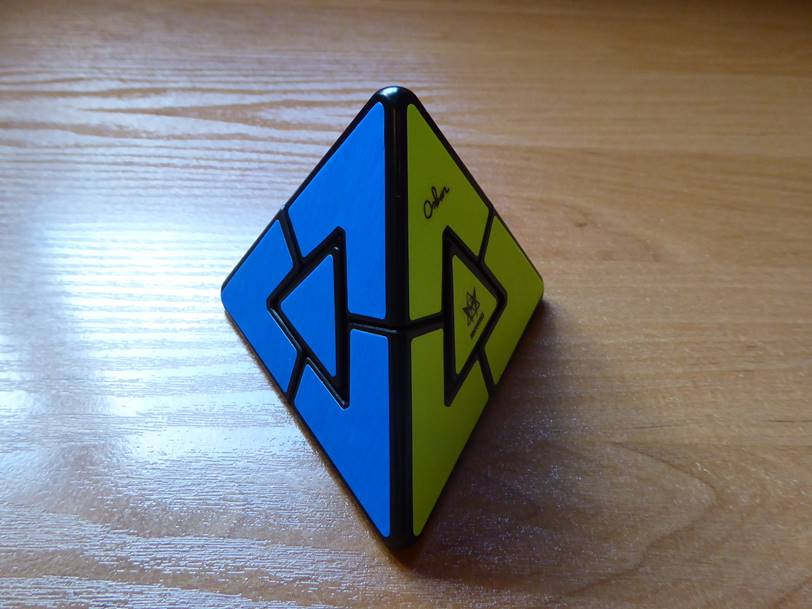
완성된 상태의 피라밍크스 듀오.

피라밍크스 듀오 (원래는 롭의 피라밍크스라고 알려져 있었다)는 루빅스 큐브의 스타일의 정사면체 트위스티 퍼즐이다. 이것은 롭 스테그만(Rob Stegmann)이 제안했고, 오스카르 판데벤터르(Oskar van Deventer)에 의해 만들어졌고, 이제는 우베 메페르트에 의해서 대량생산되고 있다.

## 개요

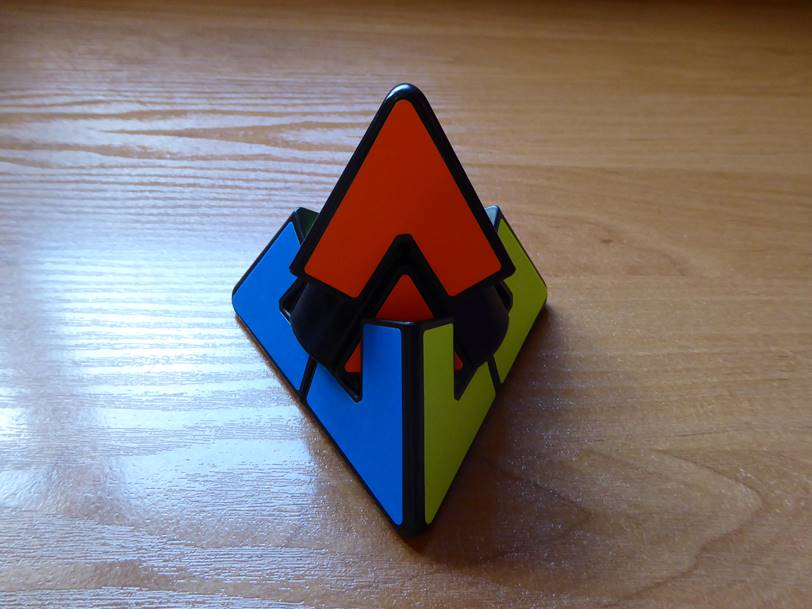
퍼즐이 어떻게 섞일 수 있는지를 나타내는 중간이 비틀린 피라밍크스 듀오.

피라밍크스 듀오는 정사면체의 형태로 귀퉁이 조각 4개와 중앙 면 조각 4개로 나눠진 퍼즐이다. 각 귀퉁이 조각은 세 가지 색을 가지고, 중앙 조각은 각각 한 가지 색을 가진다. 퍼즐의 각 면은 면 중심 조각 하나와 귀퉁이 조각 세 개로 이루어져 있다.
퍼즐은 귀퉁이 조각을 따라 도는 것으로 생각할 수 있다 - 각 비틀기는 한 귀퉁이 조각을 돌리고 그 주변의 세 면 중앙 조각의 위치를 바꾼다. 교차하는 모양은 면 중앙 조각이 비트는 동안 귀퉁이 조각의 "아래"를 지나간다.
퍼즐의 목적은 색을 섞고, 원래의 면 마다 한 색의 조합으로 복구하는 것이다.
기술적으로, 이 퍼즐은 스큐브의 모든 귀퉁이 조각이 (다르게 생겼더라도)보이고 모든 중앙 조각이 가려져있다는 점에서 스큐브와 유사하다.

## 조합의 수
귀퉁이 조각이 4개가 있다. 각 귀퉁이 조각은 다른 귀퉁이 조각과는 무관하게 3가지의 방향으로 돌릴 수 있다. 따라서 귀퉁이 조각은 34가지로 돌릴 수 있다. 이것들의 위치는 바뀌지 않기 때문에 귀퉁이 조각의 위치 조합은 하나 뿐이다.
면 중앙 조각이 4개가 있다. 이것들은 기껏해야 4!가지의 위치를 가질 수 있다. 하지만, 이 정확한 위치 조합의 수는 두 가지 제약에 의해서 이것에도 못 미친다. 첫 번째 제약은 면들의 위치 조합은 짝 순열만 가능하다는 것이다(예를 들면, 두 면 중앙 조각만이 바뀐 것은 불가능하다); 이것은 조합의 수를 2로 나눈다. 두 번째 제약은 모든 중앙 조각의 위치 조합은 귀퉁이 조각의 방향에 의존한다는 것이다. 어떤 중앙 조각의 위치 조합은 시계 방향으로 돌아간 귀퉁이 조각의 개수가 3의 배수일 경우에만 가능하다; 다른 위치 조합은 시계 방향으로 돌아간 귀퉁이 조각의 개수가 3으로 나눴을 때 나머지가 1일 경우에만 가능하다; 나머지는 모두 개수가 3으로 나눴을 때 나머지가 2일 때만 가능하다. 이것은 조합의 수를 3으로 나눈다.
면 중앙 조각은 명확한 방향이 없기 때문에, 전체 조합의 수에 영향을 주지 않는다.
따라서 전체 숫자는 다음과 같다:
{\displaystyle {\frac {3^{4}\times 4!}{2\times 3}}=324}
이 숫자는 루빅스 큐브(4325경(京) 이상), 포켓 큐브(367만(萬) 이상), 심지어는 피라밍크스(자명한 꼭짓점의 회전을 포함해서 93만(萬) 이상)같은 다른 퍼즐에 비교하면 극적으로 낮다.

## 최적 솔루션

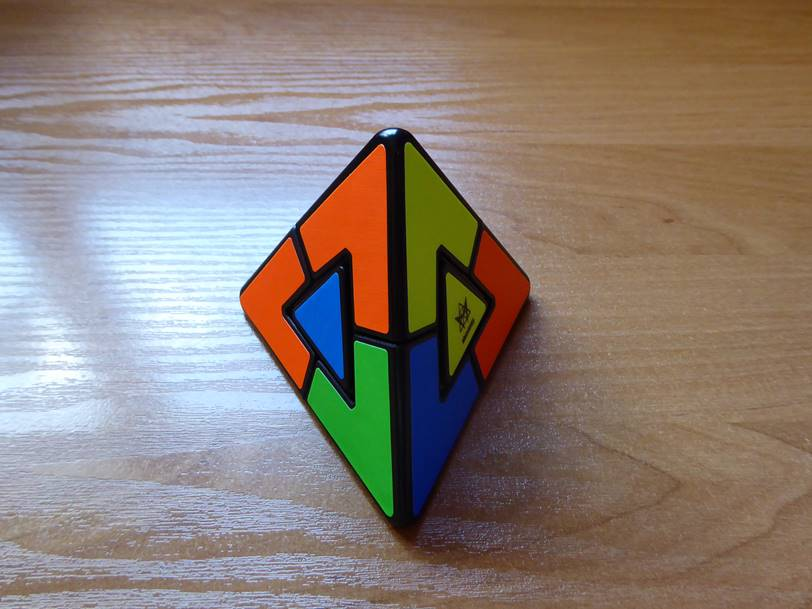
섞인 피라밍크스 듀오

위에서 설명하듯이, 피라밍크스의 듀오의 가능한 조합의 수는 324로, 컴퓨턱 최적 솔루션을 찾기에 충분히 작은 숫자이다. 아래의 표는 피라밍크스 듀오를 풀기 위해 n 회전이 필요한 위치의 수 p를 나타낸다:
| n | 0 | 1 | 2  | 3   | 4  | Total |
| p | 1 | 8 | 48 | 188 | 79 | 324   |

위의 표는 피라밍크스 듀오의 신의 숫자는 4 라는 것을 나타낸다(즉,  피라밍크스 듀오는 항상 완성된 상태에서 최대 4 회전 이상 섞일 수 없다). 전체 조합수와 마찬가지로, 이 숫자는 루빅스 큐브(20), 포켓 큐브(11) 또는 피라밍크스(11, 자명한 꼭짓점 포함)에 비교해서 매우 낮다.

## 해법
낮은 조합 수와 낮은 신의 숫자 때문에, 피라밍크스 듀오는 상대적으로 풀기 쉬운 퍼즐이다; 이것은 "틀림없이 가장 쉬운 자명하지 않은 트위스티 퍼즐"로 설명되었다. 이 때문에, 큐버들은 보통 퍼즐을 푸는 자신만의 방법을 생각해낸다. 추가적인 도전으로, 큐버들이 자신만의 "최적" 방법(즉, 퍼즐을 4번 이상 움직이지 않고 푸는 것이 보장되는 방법)을 발명하는 것은 특별한 일이 아니다.

## 변형
피라밍크스 듀오의 일부 변형이 발명되었다. 이 변형들은 모두 원래의 퍼즐과 똑같이 생겼지만 다른 색 구성을 가지고 있다; 보통 이 색 구성은 면 중앙 조각의 방향을 볼 수 있게 만들어, 퍼즐을 약간 도전적으로 만든다.

## 같이 보기
- 루빅스 큐브
- 피라밍크스
- 스큐브
- 스큐브 다이아몬드
- 스큐브 얼티메이트
- 피라몰픽스